# Deadwood (Dakota del Sur)
Deadwood es una ciudad ubicada en el condado de Lawrence en el estado estadounidense de Dakota del Sur. En el censo de 2010 tenía una población de 1270 habitantes y una densidad poblacional de 128 hab/km².

## Información general
La población estimada de Deadwood en 2006 fue de 1.282 personas. La cual está distribuida según la raza en 94,1% de blancos sin origen hispano, un 2.8 % de origen hispano y un 2,8% de origen amerindio. Se encuentra a 67 kilómetros (42 mi) de la ciudad de  Rapid City en el mismo estado. La temperatura local varía en -7 °C en el período de noviembre a febrero y máximo de 23 °C en los meses de julio a agosto; cuenta con un hospital (Northern Hills General Hospital-CAH), escuela de educación básica (Lead-Deadwood elem.), biblioteca (Deadwood Public Library), y otros servicios básicos. Cubre un área de 9,8 km² .

## Historia

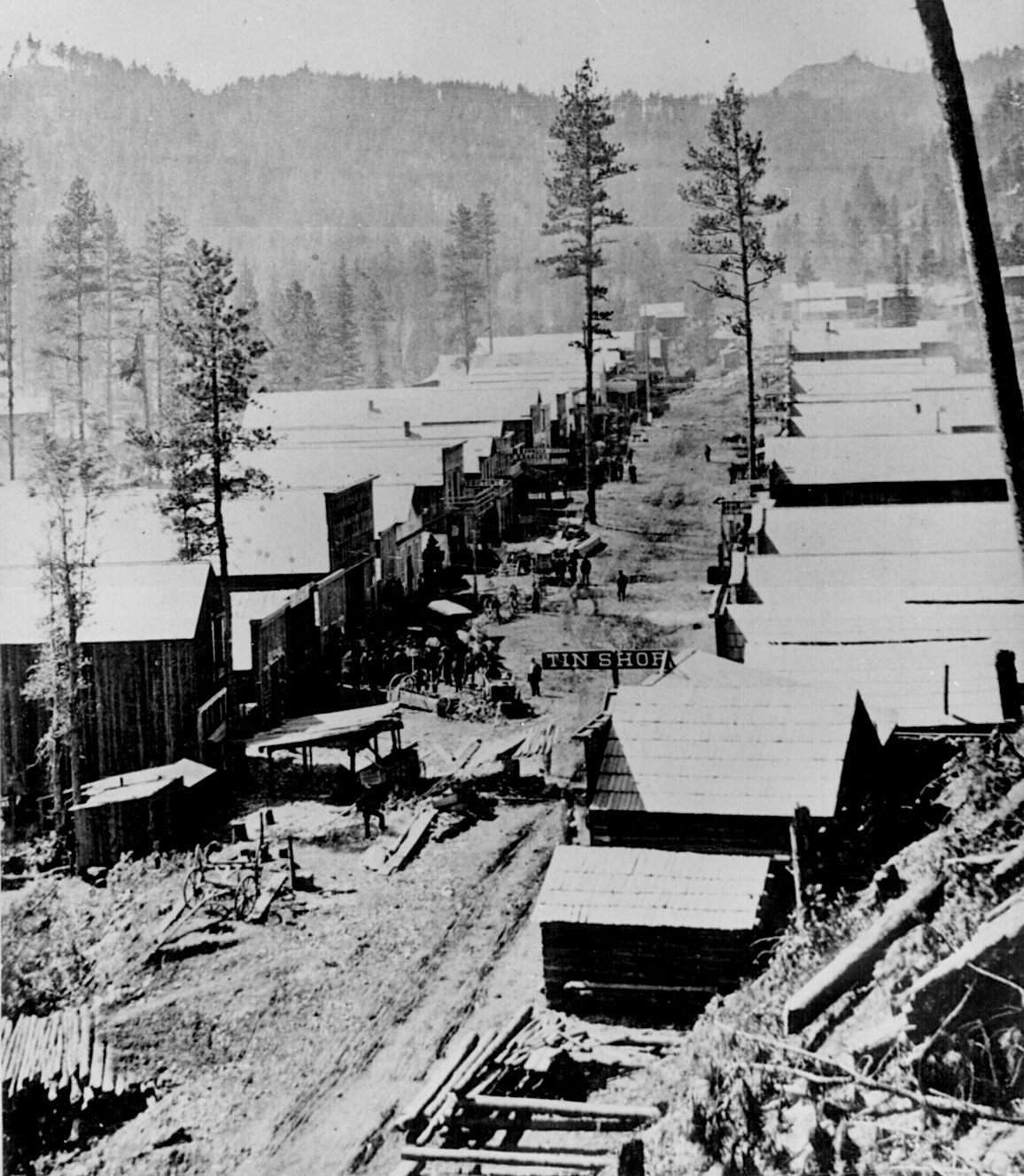
Calle principal de Deadwood en 1876.

La zona en la que se fundó la localidad de Deadwood había sido habitada por varias tribus amerindias como los cheyennes, kiowa, pawnee, crow y sioux. Estos últimos tuvieron una presencia importante desde el siglo XVIII a partir de su migración proveniente del territorio del actual estado de Minnesota. En 1743 la zona fue reclamada para el rey Luis XVI de Francia, pues mercaderes de pieles franco-canadienses habían tenido presencia debido a este negocio con los nativos.
Con la adquisición del territorio de Luisiana en 1803, seguida de la expedición de Lewis y Clark, los asentamientos aumentaron. El lugar era evitado, sin embargo, debido a la presencia de las Black Hills, sitio considerado sagrado por los nativos. Hacia el final de la década de los años 1850 el arribo de más gente desde el este fue evitado por el mismo ejército. Los rumores de la presencia de oro hicieron que la presencia de busca fortunas fuera inevitable, provocando reyertas con los nativos.
Con el tratado del fuerte Laramie de 1868 fueron aseguradas definitivamente las tierras desde el río Misuri hasta las montañas Bighorn en Wyoming a favor de los amerindios, que se obligaron a no molestar a los pioneros. El gobierno, por su parte, aportaría rentas y bienes. En los años 1870 nuevas incursiones de aventureros provocaron problemas por la búsqueda de minerales valiosos; al fin, en 1874, el general Philip Sheridan propuso una investigación para establecer un fuerte, misión encomendada al entonces teniente coronel George Armstrong Custer. Este no solo se acompañaba de soldados sino de geólogos que establecieron la presencia de oro el 30 de junio. 
La llegada de más gente fue inevitable, a pesar de la presencia de militares para impedirlo. Al final los nativos fueron forzados a vivir en reservas. Por otro lado, en 1875, en una zona del norte de las Black Hills también fue encontrado oro, el lugar fue llamado Deadwood Gulch. Se estima que unas 800 personas se encontraban en esa área montañosa. Para el siguiente año eran 10 000, a pesar de las resistencias de jefes amerindios como Toro Sentado que lideraba a nativos sioux, arapaho y cheyenne. Campos mineros nacieron o decayeron a medida que era encontrado o explotado oro, tales como las localidades de Custer, Hill City y la misma Deadwood. Una de las vetas más productivas del área llegó a ser la mina Homestake que continuó sus actividades hasta 2001. En julio de 1876, 20 millones de dólares fueron extraídos de las minas de Black Hills.
Comenzando con cobertizos y casuchas, Deadwood evolucionó rápidamente a casas de ladrillo y madera. El poblado albergó a los personajes típicos reconocidos del viejo oeste: apostadores, delincuentes, empresarios de saloons, etc, además se estima que tuvo un promedio de una muerte al día y que un 90% de las mujeres locales eran prostitutas. 

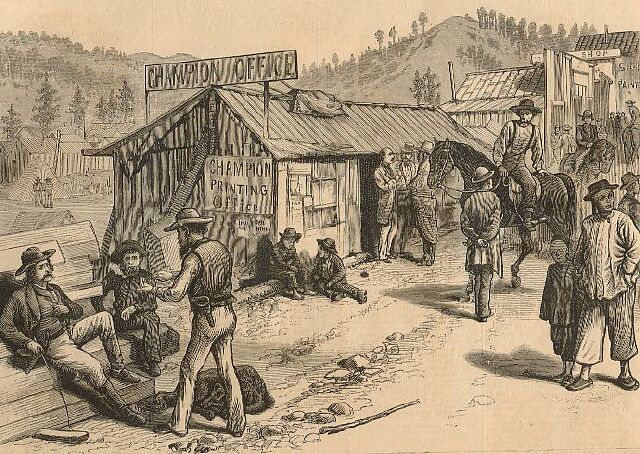
Escena dominical en Deadwood City, (1877).

A Deadwood llegaron personalidades legendarias como Wild Bill Hickok quien llegó desde Abilene de un fallido trabajo como Marshal. Aquí continuó con sus aficiones al póker y encontró la muerte en el saloon Nuttal & Manns #10 por un tiro por la espalda de Jack “Broken Nose” Mc Call. También Calamity Jane hizo presencia el año 1876 con una caravana de prostitutas desde la localidad de Cheyenne; hizo sólida amistad con Hickok hasta el punto de reclamar ser su esposa después de la muerte de aquel. La tumba de Wild Bill comparte su lugar con la de esta mujer notable del Oeste, pues Calamity quiso que fuera hecho así.
El poblado continuó creciendo en 1877 hasta organizarse como una verdadera comunidad. La autoridad fue encomendada al sheriff Seth Bullock. Pero dos años después Deadwood enfrentó un incendio que la destruyó parcialmente, por ello fue reconstruida con materiales de piedra y ladrillo. Dakota se dividió en dos en 1889 y Deadwood siguió prosperando con el tráfico fluvial, la explotación de oro y más colonos. Con la llegada del ferrocarril nuevos pobladores arribaron, entre ellos chinos, quienes se asentaron en una Chinatown. Fundaron restaurantes, lavanderías, tiendas y una sede de bomberos; lucharon al mismo tiempo contra los prejuicios racistas de la época.
Tras la llegada del ferrocarril la ciudad continuó progresando como punto de negocios, extracción de minerales valiosos, prostíbulos y casas de juegos. Las dos últimas actividades funcionaron hasta principios del siglo XX cuando fueron denegadas por el Acta de Prohibición (Prohibition Act). Reaparecieron otra vez en 1935 hasta ser cerradas en 1947. Con todo, en 1964 la ciudad fue nombrada como «Sitio Histórico Nacional».
Durante la década de los años 1980 los juegos de apuesta fueron reinstalados (1989). Dos años antes una comisión fue fundada para preservar los lugares históricos del poblado.

## Turismo
La ciudad es muy activa en el ramo turístico al albergar conciertos, rodeos, recreaciones de hechos históricos, museos, casas de juegos, hoteles, caminatas a las vecinas Black HiIlls, etc.

## Geografía
Deadwood se encuentra ubicada en las coordenadas 44°22′53″N 103°43′26″O / 44.38139, -103.72389. Según la Oficina del Censo de los Estados Unidos, Deadwood tiene una superficie total de 9.93 km², de la cual 9.93 km² corresponden a tierra firme y (0%) 0 km² es agua.

## Demografía
Según el censo de 2010, había 1.270 personas residiendo en Deadwood. La densidad de población era de 127,93 hab./km². De los 1.270 habitantes, Deadwood estaba compuesto por el 94.88% blancos, el 0.24% eran afroamericanos, el 1.81% eran amerindios, el 0.47% eran asiáticos, el 0% eran isleños del Pacífico, el 0.55% eran de otras razas y el 2.05% pertenecían a dos o más razas. Del total de la población el 3.39% eran hispanos o latinos de cualquier raza.